# Sindri
|  | Dieser Artikel oder Abschnitt wurde wegen inhaltlicher Mängel auf der Qualitätssicherungsseite des Projekts Germanen eingetragen. Dies geschieht, um die Qualität der Artikel aus diesem Themengebiet auf ein akzeptables Niveau zu bringen. Bitte hilf mit, die Mängel dieses Artikels zu beseitigen, und beteilige dich an der Diskussion! |

Sindri ist ein Zwerg der nordischen Mythologie, der zusammen mit seinem Bruder Brokkr den goldenen Eber Gullinborsti, den goldenen Ring Draupnir und den Hammer Mjölnir schuf. 
Brokkr gab den goldenen Eber an Freyr, den Ring an Odin und den Hammer Thor (siehe auch Lokis Wette mit den Zwergen im Skáldskaparmál in der jüngeren Edda).

## Theorien
Viktor Rydberg setzt in seiner Teutonic Mythology Sindri mit den Zwergen Dvalin und Nabbi gleich.

## Vorkommen in der Moderne
Im Jahr 2018 ist Sindri ein Zwerg im neusten Ableger der Spielreihe God of War. Dort schmiedeten er und sein Bruder Brok sowohl den Hammer Mjölnir als auch die Leviathanaxt, welche die Hauptwaffe der Hauptfigur Kratos ist. Im Spiel üben er und sein Bruder die Funktion von Ladenbesitzern aus, bei welchen Ausrüstung gekauft und verbessert werden kann.